# Luč
Luč är en ort i Kroatien.   Den ligger i länet Baranja, i den östra delen av landet, 200 km öster om huvudstaden Zagreb. Luč ligger 90 meter över havet och antalet invånare är 487.
Terrängen runt Luč är platt. Runt Luč är det ganska glesbefolkat, med 34 invånare per kvadratkilometer. Närmaste större samhälle är Beli Manastir, 5,5 km öster om Luč. Trakten runt Luč består till största delen av jordbruksmark.